# Aneogmena lucifera
Aneogmena lucifera är en tvåvingeart som först beskrevs av Walker 1853.  Aneogmena lucifera ingår i släktet Aneogmena och familjen parasitflugor. Inga underarter finns listade i Catalogue of Life.